# Meijin 2018
Il Meijin 2018 è stata la 43ª edizione del torneo goistico giapponese Meijin.

## Qualificazioni
|  | Quarti di finale | Quarti di finale | Quarti di finale |              |               | Semifinali    | Semifinali | Semifinali |  |  | Finale | Finale | Finale |  |
|  |                  |                  |                  |              |               |               |            |            |  |  |        |        |        |  |
|  | Rei Terayama     | Rei Terayama     | 0                |              |               |               |            |            |  |  |        |        |        |  |
|  | Rei Terayama     | Rei Terayama     | 0                |              |               |               |            |            |  |  |        |        |        |  |
|  | Kagen Kyo        | Kagen Kyo        | 1                |              |               |               |            |            |  |  |        |        |        |  |
|  | Kagen Kyo        | Kagen Kyo        | 1                |              | Kagen Kyo     | Kagen Kyo     | 0          |            |  |  |        |        |        |  |
|  |                  |                  |                  |              | Kagen Kyo     | Kagen Kyo     | 0          |            |  |  |        |        |        |  |
|  |                  |                  | Satoshi Yuki     | Satoshi Yuki | 1             |               |            |            |  |  |        |        |        |  |
|  | Satoshi Yuki     | Satoshi Yuki     | Satoshi Yuki     | Satoshi Yuki | 1             | 1             |            |            |  |  |        |        |        |  |
|  | Satoshi Yuki     | Satoshi Yuki     |                  |              |               |               |            |            |  |  |        |        |        |  |
|  | Atsushi Ida      | Atsushi Ida      | 0                |              |               |               |            |            |  |  |        |        |        |  |
|  | Atsushi Ida      | Atsushi Ida      | 0                |              | Satoshi Yuki  | Satoshi Yuki  | 0          |            |  |  |        |        |        |  |
|  |                  |                  |                  |              |               |               |            |            |  |  |        |        |        |  |
|  |                  |                  | Yu Zhengqi       | Yu Zhengqi   | 1             |               |            |            |  |  |        |        |        |  |
|  | Shinji Suzuki    | Shinji Suzuki    | Yu Zhengqi       | Yu Zhengqi   | 1             | 1             |            |            |  |  |        |        |        |  |
|  | Shinji Suzuki    | Shinji Suzuki    |                  |              |               |               |            |            |  |  |        |        |        |  |
|  | Akiyoshi Hon     | Akiyoshi Hon     | 0                |              |               |               |            |            |  |  |        |        |        |  |
|  | Akiyoshi Hon     | Akiyoshi Hon     | 0                |              | Shinji Suzuki | Shinji Suzuki | 0          |            |  |  |        |        |        |  |
|  |                  |                  |                  |              | Shinji Suzuki | Shinji Suzuki | 0          |            |  |  |        |        |        |  |
|  |                  |                  | Yu Zhengqi       | Yu Zhengqi   | 1             |               |            |            |  |  |        |        |        |  |
|  | Kazushi Tsuruta  | Kazushi Tsuruta  | Yu Zhengqi       | Yu Zhengqi   | 1             | 0             |            |            |  |  |        |        |        |  |
|  | Kazushi Tsuruta  | Kazushi Tsuruta  |                  |              |               |               |            |            |  |  |        |        |        |  |
|  | Yu Zhengqi       | Yu Zhengqi       | 1                |              |               |               |            |            |  |  |        |        |        |  |

|  | Quarti di finale | Quarti di finale | Quarti di finale |                  |                  | Semifinali       | Semifinali | Semifinali |  |  | Finale | Finale | Finale |  |
|  |                  |                  |                  |                  |                  |                  |            |            |  |  |        |        |        |  |
|  | Cho Chikun       | Cho Chikun       | 1                |                  |                  |                  |            |            |  |  |        |        |        |  |
|  | Cho Chikun       | Cho Chikun       | 1                |                  |                  |                  |            |            |  |  |        |        |        |  |
|  | Mitsuhisa Yukawa | Mitsuhisa Yukawa | 0                |                  |                  |                  |            |            |  |  |        |        |        |  |
|  | Mitsuhisa Yukawa | Mitsuhisa Yukawa | 0                | Cho Chikun       |                  |                  |            |            |  |  |        |        |        |  |
|  |                  |                  |                  |                  |                  |                  |            |            |  |  |        |        |        |  |
|  |                  |                  | Toramaru Shibano | Toramaru Shibano | 1                |                  |            |            |  |  |        |        |        |  |
|  | Naoto Hikosaka   | Naoto Hikosaka   | Toramaru Shibano | Toramaru Shibano | 1                | 0                |            |            |  |  |        |        |        |  |
|  | Naoto Hikosaka   | Naoto Hikosaka   |                  |                  |                  |                  |            |            |  |  |        |        |        |  |
|  | Toramaru Shibano | Toramaru Shibano | 1                |                  |                  |                  |            |            |  |  |        |        |        |  |
|  | Toramaru Shibano | Toramaru Shibano | 1                |                  | Toramaru Shibano | Toramaru Shibano | 1          |            |  |  |        |        |        |  |
|  |                  |                  |                  |                  |                  |                  |            |            |  |  |        |        |        |  |
|  |                  |                  | Ryo Ichiriki     | Ryo Ichiriki     | 0                |                  |            |            |  |  |        |        |        |  |
|  | Ryo Ichiriki     | Ryo Ichiriki     | Ryo Ichiriki     | Ryo Ichiriki     | 0                | 1                |            |            |  |  |        |        |        |  |
|  | Ryo Ichiriki     | Ryo Ichiriki     |                  |                  |                  |                  |            |            |  |  |        |        |        |  |
|  | Shuya Fujii      | Shuya Fujii      | 0                |                  |                  |                  |            |            |  |  |        |        |        |  |
|  | Shuya Fujii      | Shuya Fujii      | 0                |                  | Ryo Ichiriki     | Ryo Ichiriki     | 1          |            |  |  |        |        |        |  |
|  |                  |                  |                  |                  | Ryo Ichiriki     | Ryo Ichiriki     | 1          |            |  |  |        |        |        |  |
|  |                  |                  | Kuya Koyama      | Kuya Koyama      | 0                |                  |            |            |  |  |        |        |        |  |
|  | Hideyuki Sakai   | Hideyuki Sakai   | Kuya Koyama      | Kuya Koyama      | 0                | 0                |            |            |  |  |        |        |        |  |
|  | Hideyuki Sakai   | Hideyuki Sakai   |                  |                  |                  |                  |            |            |  |  |        |        |        |  |
|  | Kuya Koyama      | Kuya Koyama      | 1                |                  |                  |                  |            |            |  |  |        |        |        |  |

|  | Quarti di finale | Quarti di finale | Quarti di finale |               |               | Semifinali    | Semifinali | Semifinali |  |  | Finale | Finale | Finale |  |
|  |                  |                  |                  |               |               |               |            |            |  |  |        |        |        |  |
|  | Taiki Seto       | Taiki Seto       | 0                |               |               |               |            |            |  |  |        |        |        |  |
|  | Taiki Seto       | Taiki Seto       | 0                |               |               |               |            |            |  |  |        |        |        |  |
|  | Tatsuya Shida    | Tatsuya Shida    | 1                |               |               |               |            |            |  |  |        |        |        |  |
|  | Tatsuya Shida    | Tatsuya Shida    | 1                |               | Tatsuya Shida | Tatsuya Shida | 0          |            |  |  |        |        |        |  |
|  |                  |                  |                  |               | Tatsuya Shida | Tatsuya Shida | 0          |            |  |  |        |        |        |  |
|  |                  |                  | Tomoya Hirata    | Tomoya Hirata | 1             |               |            |            |  |  |        |        |        |  |
|  | Katsuya Motoki   | Katsuya Motoki   | Tomoya Hirata    | Tomoya Hirata | 1             | 0             |            |            |  |  |        |        |        |  |
|  | Katsuya Motoki   | Katsuya Motoki   |                  |               |               |               |            |            |  |  |        |        |        |  |
|  | Tomoya Hirata    | Tomoya Hirata    | 1                |               |               |               |            |            |  |  |        |        |        |  |
|  | Tomoya Hirata    | Tomoya Hirata    | 1                |               | Tomoya Hirata | Tomoya Hirata | 0          |            |  |  |        |        |        |  |
|  |                  |                  |                  |               |               |               |            |            |  |  |        |        |        |  |
|  |                  |                  | Naoki Hane       | Naoki Hane    | 1             |               |            |            |  |  |        |        |        |  |
|  | Hon Seisen       | Hon Seisen       | Naoki Hane       | Naoki Hane    | 1             | 0             |            |            |  |  |        |        |        |  |
|  | Hon Seisen       | Hon Seisen       |                  |               |               |               |            |            |  |  |        |        |        |  |
|  | Rin Kanketsu     | Rin Kanketsu     | 1                |               |               |               |            |            |  |  |        |        |        |  |
|  | Rin Kanketsu     | Rin Kanketsu     | 1                |               | Rin Kanketsu  | Rin Kanketsu  | 0          |            |  |  |        |        |        |  |
|  |                  |                  |                  |               | Rin Kanketsu  | Rin Kanketsu  | 0          |            |  |  |        |        |        |  |
|  |                  |                  | Naoki Hane       | Naoki Hane    | 1             |               |            |            |  |  |        |        |        |  |
|  | Cho Riyu         | Cho Riyu         | Naoki Hane       | Naoki Hane    | 1             | 0             |            |            |  |  |        |        |        |  |
|  | Cho Riyu         | Cho Riyu         |                  |               |               |               |            |            |  |  |        |        |        |  |
|  | Naoki Hane       | Naoki Hane       | 1                |               |               |               |            |            |  |  |        |        |        |  |

## Torneo
- W indica vittoria col bianco
- B indica vittoria col nero
- X indica la sconfitta
- +R indica che la partita si è conclusa per abbandono
- +N indica lo scarto dei punti a fine partita
- +F indica la vittoria per forfeit
- +? indica una vittoria con scarto sconosciuto
- V indica una vittoria in cui non si conosce scarto e colore del giocatore

| Giocatore        | S.T.  | K.Y.  | D.M.  | C.U. | R.K.  | I.K. | N.H.  | Y.Z.  | T.S. | Risultato | Note                    |
| ---------------- | ----- | ----- | ----- | ---- | ----- | ---- | ----- | ----- | ---- | --------- | ----------------------- |
| Shinji Takao     | –     | X     | X     | X    | X     | B+R  | X     | X     | W+R  | 2-6       | Retrocesso              |
| Keigo Yamashita  | W+R   | –     | B+R   | X    | X     | W+R  | X     | W+R   | X    | 4-4       |                         |
| Daisuke Murakawa | B+2,5 | X     | –     | X    | X     | B+R  | W+R   | X     | X    | 3-5       |                         |
| Cho U            | W+R   | B+R   | W+R   | –    | B+R   | W+R  | B+R   | W+0,5 | B+R  | 8-0       | Qualificato alla finale |
| Rin Kono         | B+R   | W+R   | B+R   | X    | –     | X    | X     | B+R   | X    | 4-4       |                         |
| Iso Ko           | X     | X     | X     | X    | W+1,5 | –    | X     | W+R   | X    | 2-6       | Retrocesso              |
| Naoki Hane       | B+R   | W+R   | X     | X    | B+R   | W+R  | –     | X     | X    | 4-4       |                         |
| Yu Zhengqi       | W+R   | X     | W+R   | X    | X     | X    | W+R   | –     | X    | 3-5       | Retrocesso              |
| Toramaru Shibano | X     | W+2,5 | B+2,5 | X    | B+3,5 | W+R  | B+3,5 | W+R   | –    | 6-2       |                         |

## Finale
La finale è stata una sfida al meglio delle sette partite. 